# Miquel el Monjo
Miquel el Monjo (en llatí: Michael Monachus, en grec antic: Μιχαήλ ὁ μόναχος) fou un eclesiàstic grec que tenia el càrrec de sincel·le a l'església de Constantinoble. Segurament va viure al segle ix.
Va escriure:
- Encomium Ignaii Patriarchae.
- Encomium in Angelicorum Ordinum Ductores, Michaelem et Gabrielem.
- Encomium in gloriosum Christi Apostolum Philippum.
- Vita et Miracula Sti Nicolai (dubtosa).
- Vita Theodori Studitae

Un personatge també anomenat Miquel el Monjo va ser el que va escriure aquesta darrera obra, la biografia de Teodor Estudita i alguna altra. Aquest segon personatge sembla que no és la mateixa persona, car Estudita va morir vers 826 i el patriarca Ignasi de què parla Miquel el Monjo va morir el 877. L'obra del segon és de baixa qualitat.